# Filozofia spațiului și timpului
Filosofia spațiului și timpului este ramura filosofiei care se ocupă de problemele legate de ontologia și epistemologia spațiului și timpului. Deși astfel de idei au fost esențiale pentru filosofie încă de la începuturile sale, filosofia spațiului și timpului a fost atât o sursă de inspirație, cât și un aspect central al filosofiei analitice timpurii. Subiectul se concentrează pe o serie de probleme fundamentale, incluzând: existența independentă a timpului și spațiului de minte; existența lor independentă unul de celălalt; explicația fluxului aparent unidirecțional al timpului; existența altor momente temporale în afara prezentului; natura identității (în special natura identității în timp).

## Perspective antice și medievale
Cea mai veche filosofie a timpului consemnată a fost expusă de către gânditorul egiptean antic Ptahhotep (c. 2650–2600 î.Hr.), care a rostit:
„Urmează-ți dorința cât trăiești, dar nu face mai mult decât ți se poruncește. Nu micșora timpul pentru următoarea dorință, căci risipa timpului este o urâciune pentru spirit...”—a 11-a maximă a lui Ptahhotep 
Vedele, cele mai vechi texte despre filosofia indiană și filosofia hindusă, datând din sfârșitul mileniului al II-lea î.Hr., descriu cosmologia hindusă antică, în care universul trece prin cicluri repetate de creație, distrugere și renaștere, fiecare ciclu durând 4.320.000 de ani. Filosofii greci antici, precum Parmenide și Heraclit, au scris eseuri despre natura timpului.
Incașii considerau spațiul și timpul ca un singur concept, numit pacha (Quechua: pacha, Aymara: pacha).
Platon, în Timaeus, a identificat timpul cu perioada de mișcare a corpurilor cerești, considerându-l mediul în care lucrurile iau naștere. Aristotel, în Cartea a IV-a a Fizicii sale, a definit timpul ca fiind numărul de schimbări în raport cu „înainte” și „după”, iar locul unui obiect ca fiind limita cea mai interioară nemișcată a ceea ce îl înconjoară.
În Cartea a XI-a a Mărturisirilor Sfântului Augustin, el reflectă asupra naturii timpului, întrebând: „Ce este, atunci, timpul? Dacă nimeni nu mă întreabă, știu; dacă vreau să-i explic cuiva care întreabă, nu știu”. Continuă, comentând dificultatea de a gândi la timp și subliniind inexactitatea vorbirii obișnuite: „Căci despre puține lucruri vorbim corect; despre cele mai multe, vorbim impropriu, cu toate acestea, lucrurile intenționate sunt înțelese”.
Totuși, Augustin a prezentat primul argument filosofic pentru realitatea Creației (împotriva lui Aristotel) în timp ce discuta despre timp, spunând că cunoașterea timpului depinde de cunoașterea mișcării lucrurilor și, prin urmare, timpul nu poate exista unde nu există făpturi care să-i măsoare trecerea (Mărturisiri, Cartea XI, paragraful 30; Despre orașul lui Dumnezeu, Cartea XI, capitolul 6).
Spre deosebire de filozofii greci antici care credeau că universul are un trecut infinit fără început, filozofii și teologii medievali au dezvoltat conceptul că universul are un trecut finit cu un început, cunoscut acum sub numele de finitism temporal. Filosoful creștin Ioan Philoponus a prezentat argumente timpurii, adoptate de filozofii și teologii creștini de mai târziu sub forma „argumentului din imposibilitatea existenței unui infinit real”, care afirmă:
„Un infinit real nu poate exista.”
„Un regres temporal infinit al evenimentelor este un infinit real.”
„Prin urmare, un regres temporal infinit al evenimentelor nu poate exista.”
La începutul secolului al XI-lea, fizicianul musulman Ibn al-Haytham (Alhacen sau Alhazen) a abordat percepția spațiului și implicațiile sale epistemologice în Cartea sa de optică (1021). De asemenea, a respins definiția lui Aristotel a toposului (Fizica IV) prin demonstrații geometrice și a definit locul ca o extensie spațială matematică. Infirmarea sa experimentală a ipotezei de extramisie a viziunii a condus la schimbări în înțelegerea percepției vizuale a spațiului, spre deosebire de vechea teorie a vederii emisă de Euclid și Ptolemeu. „Legând percepția vizuală a spațiului de experiența corporală anterioară, Alhacen a respins fără echivoc caracterul intuitiv al percepției spațiale și, prin urmare, autonomia vederii. Fără noțiuni tangibile de distanță și dimensiune pentru corelare, vederea nu ne poate oferi aproape nicio informație despre astfel de aspecte.”

## Realism și anti-realism
O poziție realistă tradițională în ontologie este că timpul și spațiul au o existență independentă de mintea umană. Idealiștii, pe de altă parte, neagă sau se îndoiesc de existența obiectelor independente de minte. Unii anti-realiști, a căror poziție ontologică este că obiectele din afara minții există, totuși se îndoiesc de existența independentă a timpului și spațiului.
În 1781, Immanuel Kant a publicat Critica rațiunii pure, una dintre cele mai influente opere din istoria filosofiei spațiului și timpului. El descrie timpul ca o noțiune a priori care, împreună cu alte noțiuni a priori, cum ar fi spațiul, ne permite să înțelegem experiența senzorială. Kant susține că nici spațiul, nici timpul nu sunt substanțe, entități în sine, sau dobândite prin experiență. Dimpotrivă, el afirmă că ambele sunt elemente ale unui cadru sistematic pe care îl folosim pentru a ne structura experiența. Măsurătorile spațiale sunt utilizate pentru a cuantifica distanța dintre obiecte, iar măsurătorile temporale sunt utilizate pentru a compara cantitativ intervalul dintre evenimente (sau durata lor). Deși spațiul și timpul sunt considerate a fi transcendentale ideale în acest sens - adică dependente de minte - ele sunt, de asemenea, empiric reale - adică, conform definițiilor lui Kant, trăsături a priori ale experienței și, prin urmare, nu doar „subiective”, variabile sau percepții accidentale într-o anumită conștiință.
Unii scriitori idealiști, precum J. M. E. McTaggart în lucrarea sa „The Unreality of Time”, au susținut că timpul este o iluzie (vezi și Fluxul timpului).
Scriitorii discutați aici sunt, în cea mai mare parte, realiști în sensul că acceptă existența realității independente de mintea observatorului. De exemplu, Gottfried Leibniz a susținut că monadele sale au existat independent de mintea observatorului.

## Absolutism și relaționalism

### Leibniz și Newton
Marea dezbatere cu privire la definirea spațiului și timpului ca entități absolute (reale în sine) sau ca simple relații între obiecte (relaționale) a debutat în cadrul corespondenței dintre fizicienii Isaac Newton (prin intermediul purtătorului său de cuvânt, Samuel Clarke) și Gottfried Leibniz.
Combătând poziția absolutistă, Leibniz recurge la o serie de experimente de gândire pentru a demonstra incoerența presupunerii unor fapte absolute precum locația și viteza. Argumentele sale se bazează pe două principii fundamentale ale filozofiei sale: principiul rațiunii suficiente și principiul identității indiscernabilelor.
Exemplul lui Leibniz implică două universuri ipotetice situate în spațiul absolut. Singura diferență percepută între ele este că al doilea univers este poziționat la cinci metri la stânga primului. Acest exemplu este posibil doar în contextul existenței unui spațiu absolut. Totuși, Leibniz respinge această ipoteză. El argumentează că, dacă un spațiu absolut ar exista, poziția unui univers în interiorul acestuia nu ar avea un motiv suficient. Universul ar putea fi la fel de bine situat în orice altă locație din spațiul absolut, făcând ca poziția sa să fie arbitrară. Această situație ar contrazice principiul rațiunii suficiente al lui Leibniz, care susține că orice eveniment sau existență trebuie să aibă un motiv suficient pentru a fi așa cum este. Mai mult, Leibniz afirmă că existența a două universuri distincte, dar indiscernabile în toate privințele, ar fi imposibilă. Această idee contrazice principiul identității indiscernabilelor, care stipulează că două entități care sunt identice în toate caracteristicile lor nu pot fi distincte.
În răspunsul lui Clarke (și al lui Newton) la argumentele lui Leibniz, experimentul cu găleata joacă un rol central. O găleată cu apă suspendată de o frânghie și pusă în rotație va prezenta inițial o suprafață plană a apei. Pe măsură ce apa din găleată se rotește, suprafața sa va deveni concavă. Oprirea găleții nu va opri rotirea apei, iar suprafața va rămâne concavă atâta timp cât rotația persistă. Această curbură a apei nu pare a fi rezultatul exclusiv al interacțiunii dintre găleată și apă, deoarece suprafața este plană la pornirea rotației, devine concavă pe măsură ce apa se învârte și rămâne concavă după oprirea găleții.
În acest răspuns, Clarke susține necesitatea existenței spațiului absolut pentru a explica fenomene precum rotația și accelerația, care nu pot fi explicate complet printr-o abordare pur relaționalistă. Clarke argumentează că, întrucât curbura apei are loc atât în găleata rotativă, cât și în găleata staționară care conține apă învârtită, ea poate fi explicată doar prin afirmarea că apa se rotește în raport cu un al treilea element: spațiul absolut.
Leibniz descrie un spațiu care există doar ca o relație între obiecte, neavând o existență independentă de ele. Mișcarea, la rândul ei, este definită ca o relație între aceleași obiecte. Spațiul newtonian, în schimb, oferă un cadru de referință absolut în care obiectele pot avea mișcare. În acest sistem, cadrul de referință există independent de obiectele conținute, permițând descrierea mișcării lor în raport cu spațiul în sine. Timp de aproape două secole, ideea suprafeței de apă concave din experimentul cu găleata a deținut o poziție dominantă.

### Mach
O altă figură importantă în această dezbatere este fizicianul din secolul al XIX-lea, Ernst Mach. Deși nu a negat existența unor fenomene precum cel ilustrat în experimentul cu găleata, el a contestat totuși concluzia absolutistă conform căreia găleata se rotește în raport cu un spațiu absolut. Mach a oferit o explicație diferită, argumentând că găleata se rotește în raport cu stelele fixe.
Mach a susținut că experimentele de gândire precum cel al găleții cu apă sunt problematice. Imaginându-ne un univers care conține doar o găleată, conform teoriei lui Newton, această găleată ar putea fi pusă în rotație în raport cu un spațiu absolut, iar apa din interior ar forma o suprafață concavă specifică. Totuși, în absența oricărui alt element în univers, ar fi dificil de confirmat rotația găleții. Pare la fel de plauzibil ca suprafața apei din găleată să rămână plană.
Mach a susținut că, de fapt, apa din experimentul realizat într-un univers altfel gol ar rămâne plană. Dar dacă s-ar introduce un alt obiect în acest univers, poate o stea îndepărtată, ar exista acum un punct de referință în raport cu care găleata ar putea fi percepută ca fiind în rotație. Apa din găleată ar prezenta o ușoară curbură. Conform lui Mach, o creștere a numărului de obiecte din univers ar duce și la o creștere a curburii apei. Principiul lui Mach susține că inerția unui obiect, fie unghiulară, fie liniară, este rezultatul influenței altor obiecte din univers.

### Einstein
Albert Einstein a propus ca fundament al fizicii principiul relativității. Acest principiu afirmă că legile fizicii trebuie să fie valabile pentru toți observatorii, indiferent de cadrul de referință în care se află, și că viteza luminii în vid este constantă pentru toți observatorii. Teoria relativității speciale a lui Einstein a fost motivată de ecuațiile lui Maxwell, care descriu modul în care se propagă undele electromagnetice, demonstrând că în vid, viteza lor de propagare este egală cu viteza luminii. Totuși, ecuațiile lui Maxwell nu oferă nicio explicație cu privire la ce este relativă această viteză. Înainte de Einstein, se presupunea că viteza luminii era relativă la un mediu ipotetic, numit eter luminifer. Spre deosebire de această concepție, teoria relativității speciale postulează că lumina se propagă cu viteza constantă c în toate cadrele de referință inerțiale și explorează consecințele acestui postulat.
Toate încercările de a măsura viteza oricărui obiect în raport cu acest eter luminifer au eșuat. Acest aspect poate fi interpretat ca o confirmare a postulatului lui Einstein conform căruia lumina se propagă cu aceeași viteză în toate cadrele de referință inerțiale. Teoria relativității speciale, o formalizare a principiului relativității, nu include un cadru de referință inerțial privilegiat, precum eterul luminifer sau spațiul absolut. Din această perspectivă, Einstein a concluzionat că un astfel de cadru nu există.
Einstein a extins principiul relativității la cadre de referință non-inerțiale. A reușit acest lucru prin introducerea Principiului Echivalenței, care stipulează că forța resimțită de un observator într-un câmp gravitațional și cea resimțită de un observator aflat într-un cadru de referință accelerat sunt indistinctibile. Această idee a condus la concluzia că masa unui obiect distorsionează geometria spațiu-timp din jurul său, conform ecuațiilor de câmp ale lui Einstein.
În fizica clasică, un cadru de referință inerțial este definit ca fiind un cadru în care un obiect supus doar inerției (adică nu este supus unor forțe externe) se mișcă în linie dreaptă cu viteză constantă. În relativitatea generală, noțiunea de cadru inerțial este mai complexă. Un cadru de referință inerțial în relativitatea generală este definit ca fiind unul care se mișcă de-a lungul unei geodezice a spațiu-timpului. O geodezică este o cale de mișcare care minimizează distanța dintre două puncte în spațiu-timp. Un obiect care se mișcă pe o cale diferită de o geodezică va experimenta o forță. De exemplu, un obiect care se mișcă în cerc în jurul Pământului nu urmează o geodezică și, prin urmare, va experimenta o forță centripetă. Un obiect în cădere liberă, pe de altă parte, urmează o geodezică și, prin urmare, nu experimentează nicio forță. Un obiect aflat pe suprafața Pământului va experimenta o forță normală din cauza presiunii exercitate de suprafața Pământului.
Einstein preia parțial principiul lui Mach, conform căruia inerția este explicată de stelele îndepărtate, deoarece ele oferă câmpul gravitațional în raport cu care au loc accelerația și inerția. Spre deosebire de abordarea lui Leibniz, totuși, spațiu-timpul deformat nu este o entitate separată, ci face parte integrantă din obiect, la fel ca și celelalte caracteristici definitorii ale sale, precum masa și volumul. Dacă se susține, contrar ideilor idealiste, că obiectele există independent de minte, relativismul pare să impună ideea că spațiul și temporalitatea au și ele o existență independentă similară.

## Convenționalism
Convenționalismul susține că nu există o realitate obiectivă a geometriei spațiu-timpului, ci că aceasta este stabilită prin convenție. Unul dintre primii susținători ai acestei perspective a fost Henri Poincaré, care, ca reacție la apariția noilor geometrii neeuclidiene, a argumentat că geometria aplicată unui spațiu era o chestiune de convenție, deoarece diverse geometrii puteau descrie la fel de bine un set de obiecte, ținând cont de specificul spațiului respectiv.
Această perspectivă a fost ulterior dezvoltată și actualizată de Hans Reichenbach, luând în considerare aspecte din fizica relativistă. Convenționalismul lui Reichenbach, aplicat spațiului și timpului, pune accent pe conceptul de definiție coordinativă.
Definiția coordonativă are două caracteristici principale: 
1. Corelarea unităților de lungime cu anumite obiecte fizice: Nu putem percepe niciodată direct lungimea. Prin urmare, alegem un obiect fizic ca unitate de referință, cum ar fi metrul standard de la Biroul Internațional de Măsuri și Greutăți (BIPM) sau lungimea de undă a cadmiului.
2. Determinarea egalității lungimii obiectelor separate: Deși putem testa direct egalitatea lungimii a două tije de măsurare atunci când sunt una lângă alta, nu putem face același lucru pentru două tije aflate la distanță. Chiar dacă am putea demonstra egalitatea aparentă a lungimii lor atunci când sunt aduse una lângă alta, nu am avea nicio modalitate de a confirma că această egalitate se menține și la distanță. Această imposibilitate ne împiedică să stabilim definitiv egalitatea lungimii a două obiecte îndepărtate. Prin urmare, similaritatea lungimii este definită prin convenție.

Conform convenționalismului lui Reichenbach, o astfel de utilizare a definiției coordonative este prezentă în Teoria Generală a Relativității, unde se presupune, nu se descoperă, că lumina parcurge distanțe egale în timp egal. Această definiție coordonativă stă la baza determinării geometriei spațiu-timpului.
Similar cu dezbaterea absolutism/relaționalism, filosofia contemporană rămâne divizată cu privire la validitatea doctrinei convenționaliste.

## Structura spațiu-timpului
Pornind de la un amestec de perspective din dezbaterile istorice ale absolutismului și convenționalismului, dar și reflectând asupra importanței aparatului tehnic al Teoriei Generale a Relativității, detaliile privind structura spațiu-timpului au constituit o temă majoră de discuții în cadrul filosofiei spațiului și timpului, precum și a filosofiei fizicii. Următoarea este o listă succintă a subiectelor abordate.

### Relativitatea simultaneității
Conform relativității speciale, fiecărui punct din spațiu-timp îi poate fi asociat un set distinct de evenimente care formează prezentul său. Această caracteristică a fost utilizată în argumentul Rietdijk-Putnam pentru a demonstra că relativitatea prezice un univers bloc, în care evenimentele sunt predeterminate și imuabile în cele patru dimensiuni ale spațiu-timpului.

### Invarianță vs. covarianță
Beneficiind de învățăturile dobândite din dezbaterea absolutism/relaționalism și de instrumentele matematice avansate dezvoltate în secolele XIX și XX, Michael Friedman propune o distincție clară între invarianța la transformări matematice și covarianța la transformări.
Invarianța, sau simetria, se referă la proprietățile obiectelor. Grupul de simetrie definește care caracteristici ale obiectelor rămân neschimbate (invariante sau absolute) și care se pot modifica (dinamice sau variabile) sub influența transformărilor.
Covarianța, pe de altă parte, se aplică formulărilor teoriilor fizice. Grupul de covarianță definește setul de sisteme de coordonate în care legile fizicii își păstrează forma și valabilitatea.
Această distincție poate fi ilustrată prin reexaminarea experimentului de gândire al lui Leibniz, în care universul este deplasat cu un metru și jumătate. În acest exemplu, poziția unui obiect nu este o proprietate intrinsecă a acelui obiect, ci mai degrabă o caracteristică dependentă de sistemul de referință utilizat. Prin urmare, locația nu este o proprietate invariantă. Similar, grupul de covarianță pentru mecanica clasică va fi format din toate sistemele de coordonate care pot fi obținute prin translații spațiale și temporale, precum și prin alte transformări permise de o transformare Galileană.
Deși în mecanica clasică grupul de invarianță (sau simetrie) și grupul de covarianță coincid, ele diverg în fizica relativistă. Grupul de simetrie al teoriei generale a relativității include toate transformările diferențiabile ale spațiu-timpului, ceea ce implică faptul că toate proprietățile unui obiect sunt dinamice, adică nu există obiecte absolute. Spre deosebire de formulările mecanicii clasice, care se bazează pe un cadru de referință standard, teoria generală a relativității permite o multitudine de formulări valabile, asociate cu diferite transformări. Prin urmare, grupul de covarianță al teoriei generale a relativității nu este unic, ci corespunde grupului de covarianță al fiecărei formulări individuale.

### Cadre istorice
O altă aplicație a metodelor matematice moderne, în concordanță cu principiile invarianței și covarianței, constă în încercarea de a interpreta concepții istorice despre spațiu și timp în limbajul matematic modern.
În cadrul acestor interpretări, o teorie a spațiului și timpului este conceptualizată ca o varietate asociată cu spații vectoriale. Cu cât mai multe spații vectoriale sunt implicate, cu atât mai multe proprietăți pot fi identificate despre obiectele din cadrul acelei teorii. Dezvoltarea istorică a teoriilor spațiu-timp este adesea văzută ca o progresie de la o poziție inițială în care multe proprietăți ale obiectelor sunt încorporate în teorie, către o reducere treptată a structurii.
Un exemplu relevant îl constituie spațiul și timpul aristotelic, care includ atât poziția absolută, cât și locații speciale, precum centrul universului și circumferința sa. Spațiul și timpul newtonian, pe de altă parte, se caracterizează prin poziție absolută și invarianță galileană, dar nu mai includ locații speciale.

### Găuri
Odată cu apariția teoriei generale a relativității, dezbaterea tradițională dintre absolutism și relaționalism s-a deplasat spre sfera existenței spațiu-timpului ca substanță fundamentală. Această schimbare de paradigmă a fost generată de faptul că teoria generală a relativității exclude în mare măsură existența pozițiilor absolute, de exemplu. 
Un argument puternic împotriva ideii de spațiu-timp ca substanță, formulat de John Earman, este cunoscut sub numele de „argumentul găurii”.
Acest argument, deși complex din punct de vedere matematic, poate fi parafrazat după cum urmează:
- Definiți o funcție d ca funcție de identitate pe toate elementele din varietatea M, cu excepția unei mici vecinătăți H aparținând lui M. Pe H,  funcția d se abate de la funcția identitate printr-o funcție lină.

- Utilizând această funcție d, se pot construi două modele matematice distincte. Al doilea model este generat prin aplicarea funcției d elementelor primului model. Rezultatul este că cele două modele sunt identice înainte de momentul t = 0, unde t este o funcție de timp creată printr-o foliere a spațiu-timpului. Totuși, după t = 0, cele două modele devin divergente.

Aceste considerații demonstrează că, din perspectiva substanțialismului care permite construirea de „găuri”, universul ar trebui să fie intrinsec indeterminist. Earman susține că acest aspect constituie un argument împotriva substanțialismului, deoarece distincția dintre determinism și indeterminism ar trebui să fie o problemă de natură fizică, nu o consecință a angajamentului nostru față de o teorie specifică.

## Direcția timpului
Problema direcției timpului își are originea în două observații aparent contradictorii. În primul rând, legile fundamentale ale fizicii sunt invariante la inversarea timpului. Aceasta înseamnă că, dacă am filma un proces guvernat de aceste legi și am rula filmul invers, am observa totuși un proces fizic valid. Pe de altă parte, experiența noastră la nivel macroscopic nu prezintă această invarianță. Paharele pot cădea și se pot sparge, dar cioburile de sticlă nu se pot reasambla spontan și nu pot zbura înapoi pe masă. Ne amintim de trecut, dar nu și de viitor. Simțim că nu putem modifica trecutul, dar că avem un oarecare control asupra viitorului. Viitorul nu poate exista fără fundamentul trecutului nostru. Prezentul ne oferă oportunitatea de a modela viitorul și suntem responsabili individual pentru a construi un viitor mai bun pentru generațiile viitoare.

### Soluție de cauzalitate
O soluție la această problemă adoptă o perspectivă metafizică, susținând că direcția timpului decurge dintr-o asimetrie a cauzalității. Conform acestei viziuni, cunoaștem mai multe despre trecut deoarece elementele sale constituie cauzele efectului care ne definește percepția prezentă. Nu putem influența trecutul, dar ne este posibil să influențăm rezultatul viitorului, deoarece învățăm din experiențele din trecut și aplicăm cunoștințele dobândite pentru a preveni repetarea evenimentelor negative.
Există două obiecții principale la această perspectivă. În primul rând, distincția dintre cauză și efect poate fi dificil de stabilit în mod obiectiv. Utilizarea cauzalității pentru a construi o ordine temporală ar putea deveni ușor circulară. A doua problemă a acestei abordări este puterea sa explicativă limitată. Deși explicația bazată pe cauzalitate, dacă are succes, poate elucida anumite fenomene asimetrice în timp, cum ar fi percepția și acțiunea, nu ia în considerare o gamă largă de alte aspecte.
Cu toate acestea, asimetria cauzalității poate fi observată în mod obiectiv și non-metafizic în cazul unei mâini umane care scapă o cană de apă. Cana se sparge în fragmente pe o podea tare, vărsându-și conținutul. În această secvență, cauzele modelului rezultat al fragmentelor de cană și scurgerii de apă pot fi atribuite cu ușurință traiectoriei cănii, neregularităților din structura sa, unghiului de impact cu podeaua etc. Totuși, aplicând același eveniment în ordine inversă, este dificil de explicat cum fragmentele cănii s-ar putea reuni spontan în mâna omului și s-ar reasambla exact în forma unei căni, sau cum apa s-ar putea poziționa în întregime în cană. Cauzele structurii și formei rezultate a cănii și a încapsulării apei de către mână în interiorul cănii nu sunt ușor de identificat, deoarece nici mâna, nici podeaua nu pot realiza astfel de formațiuni ale cănii sau apei.
Această asimetrie este evidentă din cauza a două caracteristici:
1. Relația dintre capacitățile de agent ale mâinii umane (adică ce poate și nu poate face și pentru ce este capabilă) și agenția non-animală (adică ce pot și nu pot face podelele și pentru ce sunt capabile).
2. Faptul că fragmentele de cană au ajuns să posede exact natura și numărul celor ale unei căni intacte înainte de asamblare.

Pe scurt, o astfel de asimetrie este atribuită relației dintre:
- Direcția temporală.

- Implicațiile formei și capacității funcționale.

Aplicarea acestor idei de formă și capacitate funcțională dictează direcția temporală doar în raport cu scenarii complexe care implică o agenție specifică, non-metafizică, care nu depinde doar de percepția umană a timpului. Cu toate acestea, această ultimă observație nu este suficientă pentru a invalida implicațiile exemplului pentru natura progresivă a timpului în general.

### Soluție de termodinamică
A doua categorie majoră de soluții la această problemă, și de departe cea care a generat cea mai vastă literatură, consideră că existența direcției timpului este strâns legată de natura termodinamicii.
Răspunsul din termodinamica clasică afirmă că, în timp ce teoria noastră fizică fundamentală este, de fapt, simetrică la inversarea timpului, termodinamica nu este. Mai exact, a doua lege a termodinamicii stipulează că entropia netă a unui sistem închis nu scade niciodată. Această lege explică de ce observăm frecvent spargerea sticlei, dar nu și reasamblarea ei.
Totuși, în mecanica statistică lucrurile devin mai complexe. Pe de o parte, mecanica statistică este semnificativ mai avansată decât termodinamica clasică, deoarece poate explica comportamentul termodinamic, cum ar fi spargerea sticlei, prin intermediul legilor fundamentale ale fizicii, asociate cu un postulat statistic. Cu toate acestea, spre deosebire de termodinamica clasică, mecanica statistică este simetrică la inversarea timpului. A doua lege a termodinamicii, așa cum apare în mecanica statistică, afirmă doar că este extrem de probabil ca entropia netă să crească, dar nu este o lege absolută.
Soluțiile termodinamice actuale la problema direcției timpului își propun să identifice un alt fapt sau o altă caracteristică a legilor naturii care să explice această discrepanță.

### Soluția legilor
Un al treilea tip de soluție la problema direcției timpului, deși semnificativ mai puțin populară, susține că legile fizicii nu sunt simetrice la inversarea timpului. De exemplu, anumite procese din mecanica cuantică, legate de forța nucleară slabă, nu pot fi inversate în timp. Totuși, este important de reținut că definiția reversibilității timpului în contextul mecanicii cuantice este mai complexă. Această soluție prezintă următoarele deficiențe: 
1. Număr insuficient de fenomene asimetrice în timp din mecanica cuantică: Fenomenele asimetrice în timp descrise de mecanica cuantică sunt prea puține pentru a explica uniformitatea asimetriei temporale observate la nivel macroscopic.
2. Dependența de o teorie nedovedită: Soluția se bazează pe presupunerea că mecanica cuantică este o descriere finală sau corectă a tuturor proceselor fizice. Această presupunere nu este încă demonstrată și este subiect de dezbatere în rândul fizicienilor.

Un susținător recent al soluției bazate pe legile fizicii este Tim Maudlin. El susține că legile fundamentale ale fizicii guvernează evoluția timpului (vezi Maudlin [2007]). Cu toate acestea, în alte lucrări, Maudlin afirmă că: „trecerea timpului este o asimetrie intrinsecă în structura temporală a lumii... Această asimetrie este fundamentul distincției dintre secvențele care merg de la trecut la viitor și cele care merg de la viitor la trecut” (ibid, ediția 2010, p. 108). Astfel, este dificil de stabilit cu certitudine dacă Maudlin consideră direcția timpului ca o consecință a legilor fizicii sau o caracteristică fundamentală a universului.

## Curgerea timpului
Problema direcției timpului, așa cum a fost abordată în filosofia analitică, își are originea în lucrarea lui J. M. E. McTaggart, „The Nature of Time”. În această lucrare, McTaggart propune două „serii temporale”:
- Seria A: Această serie reflectă intuițiile noastre despre devenirea temporală sau despre prezentul în mișcare. Ordonează evenimentele în funcție de poziția lor în trecut, prezent sau viitor, în mod simplu și în comparație unele cu altele.

- Seria B: Această serie elimină orice referință la prezent și la modalitățile temporale asociate ale trecutului și viitorului. Ordonează toate evenimentele după relațiile temporale „mai devreme de” și „mai târziu de”.

Din multe puncte de vedere, dezbaterea dintre susținătorii acestor două perspective poate fi văzută ca o continuare a dezbaterii moderne timpurii dintre punctul de vedere care susține existența timpului absolut (apărat de Isaac Newton) și punctul de vedere care susține existența doar a timpului relativ (apărat de Gottfried Leibniz).
McTaggart susține că timpul este ireal, deoarece:
- Seria A este inconsecventă: McTaggart argumentează că seria A conține contradicții interne, deoarece presupune o diferență reală între prezent și celelalte momente temporale, dar această diferență pare să se schimbe constant.
- Seria B singură nu poate explica natura timpului: McTaggart susține că seria B, deși logic consistentă, nu reușește să captureze aspectul fundamental al timpului ca devenire sau schimbare.

Pornind de la acest cadru, au fost propuse două tabere de soluții:
- Soluția teoretică A: Această soluție consideră devenirea ca trăsătură centrală a timpului și încearcă să construiască seria B din seria A, oferind o explicație a modului în care faptele B decurg din faptele A.
- Soluția teoretică B: Această soluție consideră decisive argumentele lui McTaggart împotriva seriei A și încearcă să construiască seria A din seria B, de exemplu, prin utilizarea indicilor temporali.

## Dualitate
Modelele teoriei cuantice a câmpurilor au demonstrat că este posibil ca teoriile din două medii spațiu-timp distincte, cum ar fi AdS/CFT sau dualitatea T, să fie echivalente.

## Prezentism și eternism
Potrivit prezentismului, timpul este o ordine a diverselor realități. La un moment dat, anumite lucruri există, în timp ce altele nu. Această realitate este singura cu care ne putem confrunta și nu putem, de exemplu, să afirmăm că Homer există, deoarece în prezent nu este cazul.
Un eternist, pe de altă parte, susține că timpul este o dimensiune a realității la fel de importantă ca cele trei dimensiuni spațiale, implicând că toate lucrurile - trecutul, prezentul și viitorul - pot fi considerate la fel de reale ca cele din prezent. Conform acestei teorii, Homer chiar există, deși trebuie să folosim un limbaj special atunci când vorbim despre cineva care există într-o perioadă îndepărtată - similar cu modul în care am folosi un limbaj specific pentru a descrie ceva situat la distanță. Cuvinte precum „aproape”, „departe”, „deasupra”, „dedesubt” etc. pot fi comparate direct cu expresii precum „în trecut”, „acum un minut” și așa mai departe.

## Endurantism și perdurantism
Pozițiile privind persistența obiectelor prezintă o oarecare similitudine. Un endurantist susține că persistența unui obiect în timp presupune existența sa completă în momente diferite (fiecare instanță de existență putând fi considerată ca fiind oarecum separată de instanțele anterioare și viitoare, deși rămâne numeric identică cu acestea). Pe de altă parte, un perdurantist susține că persistența unui lucru în timp presupune existența sa ca o realitate continuă, iar atunci când considerăm lucrul ca un întreg, trebuie să luăm în considerare un agregat al tuturor „părților sale temporale” sau al cazurilor sale de existență. 
Endurantismul este privit ca o viziune convențională, provenind din ideile noastre pre-filosofice (când vorbesc cu cineva, cred că vorbesc cu acea persoană ca un obiect complet, nu doar ca o parte a unei ființe transtemporale), dar perdurantiștii, precum David Lewis, au contestat această poziție. Ei susțin că perdurantismul este o perspectivă superioară datorită capacității sale de a lua în considerare schimbarea obiectelor.
În general, prezentiștii sunt și endurantiști, iar eterniștii sunt și perdurantiști (și reciproc), dar această relație nu este necesară. Se poate susține, de exemplu, că trecerea timpului indică o serie de realități ordonate, dar că obiectele din interiorul acestor realități există cumva în afara realității ca întreg, chiar dacă realitățile ca întregi nu sunt legate. Cu toate acestea, astfel de poziții sunt rar adoptate.